# Tsheten-Kloster
| Tibetische Bezeichnung                                                                                       |
| --- |
| Wylie-Transliteration: tshe tan dgon; tshe tan dgon pa; tshe tan dgon dga' ldan bshad sgrub gling dgon       |
| Andere Schreibweisen: Tseten-Kloster, Tsheten Gompa, Tseten Gön, Tsheten Gön, Tseten Gön Ganden Shedrup Ling |
| Chinesische Bezeichnung                                                                                      |
| Vereinfacht: 才旦寺, 杏儿沟寺, 杏儿寺                                                                        |
| Pinyin:Caidan si                                                                                             |

Das Tsheten-Kloster (tib. tshe tan dgon pa) bzw. Tsheten Gön Ganden Shedrubling (tshe tan dgon dga' ldan bshad sgrub gling) ist ein Kloster der Gelugpa-Schule des tibetischen Buddhismus in Amdo. Es liegt in der Gemeinde (chin.) Xing'er der Tibeter des Autonomen Kreises Minhe der Hui und Tu von Haidong  in der chinesischen Provinz Qinghai. Das Kloster wurde 1623 gegründet. Es ist der Sitz der Tsheten Shabdrung (tshe tan zhabs drung) -Inkarnationslinie. Ein berühmter Vertreter ist der 5. bzw. 6. Tsheten Shabdrung Jigme Rigpe Lodrö (Tshe tan Zhabs drung 'Jigs med Rig pa'i Blo gros; 1910–1985).